# 中国人民解放军海军诞生地纪念馆
中国人民解放军海军诞生地纪念馆，位于江苏省泰州市高港区白马镇，是在中国人民解放军海军诞生地的基础上兴建的反映中国人民解放军海军历史的纪念馆。

## 简介
1949年4月23日，根据中央军委命令，华东军区海军在泰州白马庙第三野战军东路渡江作战指挥部驻地成立，由华中军区副司令员张爱萍任华东军区海军司令员兼政治委员。1950年1月12日，毛泽东主席签发命令，任命萧劲光为中国人民解放军海军司令员，并开始组建海军领导机关。海军成为中国人民解放军的战略军种之一。1989年2月17日，中央军委批复海军，以1949年4月23日为人民海军诞生日。
经中共中央办公厅、国务院办公厅批准，中国人民解放军海军诞生地纪念馆于1998年10月18日在泰州市白马乡（后改为白马镇）开工兴建。1999年4月29日，中国人民解放军海军诞生地纪念馆在泰州市白马乡举行落成开馆典礼，海军政治委员杨怀庆、南京军区副司令员何其宗、中共江苏省委副书记曹克明为纪念馆揭幕。该馆馆名由中共中央总书记、国家主席、中央军委主席江泽民题写。
2009年4月23日，中国人民解放军海军成立60周年纪念日，泰州市人民政府投资1200万元人民币对中国人民解放军海军诞生地纪念馆进行的场馆整修和布展改陈工程完工并对社会开放。重新布展后，馆内墙、门、窗、通道都是舰船的符号。
中国人民解放军海军诞生地纪念馆的上级单位是泰州市文化广电新闻出版局。

## 展览
中国人民解放军海军诞生地纪念馆包含“人民海军诞生地”和新馆两部分。
人民海军诞生地，又名华东野战军（三野）渡江战役指挥部旧址。该建筑原为建于明末清初的王姓地主庄园，1949年4月初中国人民解放军华东野战军（第三野战军）渡江战役指挥部设于此地，并于4月23日组建中国人民解放军第一支海军部队——华东军区海军。旧址占地面积约1500平方米，建筑面积约800平方米，现存清式二层小楼一座与平房数间，楼下为粟裕、张震和张爱萍的卧室兼办公室，楼上为会议室。1982年，被公布为第三批江苏省文物保护单位。1996年和1997年先后被公布为江苏省全民国防教育基地、江苏省爱国主义教育基地。2006年，被公布为第六批全国重点文物保护单位。
新馆由中国工程院院士、东南大学建筑学家齐康主持设计，由东南大学建筑设计研究院、南京建筑设计院进行图纸设计。主体建筑为舰艏形状，整个场馆建筑面积4000平方米。室外广场左侧竖有桅杆。
纪念馆以“近代沧桑”、“白马建军”、“威震海疆”、“发展壮大”、“鱼水情深”这五个主题展示中国人民解放军海军的发展历史，广场及室内陈列有海军退役的歼击机、轰炸机、超黄蜂直升机、鱼雷、舰炮、导弹、飞机舰艇模型、海军服饰等。